# 最高神祇官

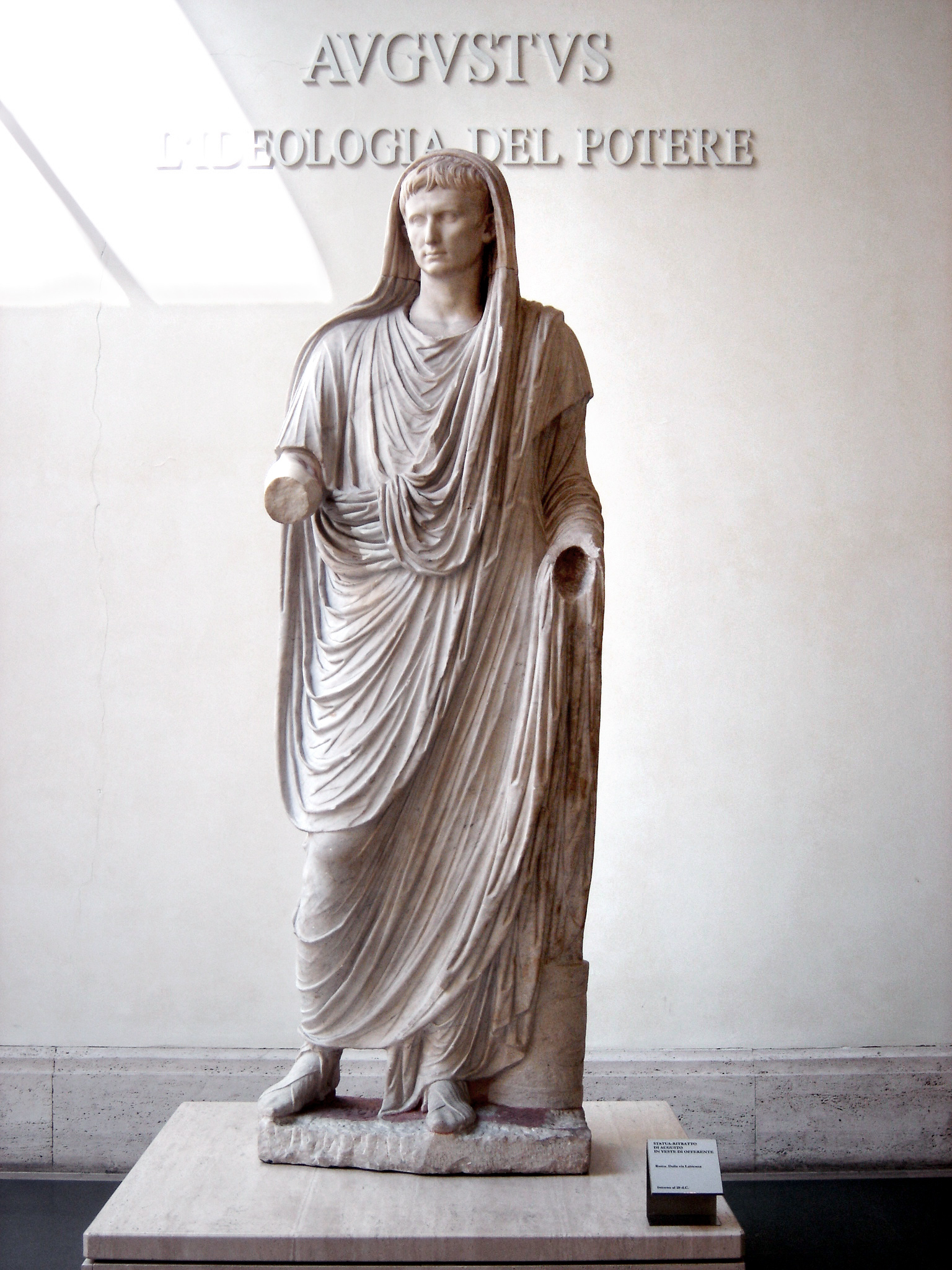
トーガで頭を覆う、ポンティフェクス・マクシムスの装いをしたアウグストゥス帝（ラビカナ街道のアウグストゥス）

最高神祇官（さいこうじんぎかん）またはポンティフェクス・マクシムス（ラテン語: Pontifex Maximus）は、古代ローマの国家官職の一つである。神官団長、大神官、神官長、大神祇官長 などとも訳され、全ての神職の長として神官団 (Pontifices) を統括し、暦を作成した。任期は終身で、他の官職との兼任も可能。

## 概要
伝説によると、王政ローマ二代目の王ヌマ・ポンピリウスが、王が出征した場合などでも、務めである儀式が行えるように、常任のユーピテルやマールス、クゥイリーヌス神に仕える神官 (フラーメン) や、ウェスタの処女、神に奉献する踊りを行うサリイーなどを設置した。更に全ての儀式の詳細な手順や経費を管理し、葬儀や鎮魂の方法を教示する職として神祇官 (ポンティフェクス) を定めたという。
宗教的権威を司る最高神祇官の地位は他の官職と同じく選挙によって決められるものの終身制であり、また、最高神祇官にはフォルム・ロマヌムにあった公邸 (レギア) が与えられ、イタリア本土から出ることを禁じられた。
紀元前300年のオグルニウス法によって、神祇官にプレプス（平民）が就任出来るようになり、紀元前254年に初のプレプス出身の最高神祇官が生まれた。
ローマ帝政の基礎を築いたガイウス・ユリウス・カエサルは自らの政治的成功のために最高神祇官の権威を利用しようと目論み、大量の借金で行なった買収工作により異例の若さでこの神職に就任している。この後、ユリウス・カエサルの権威を継承したアウグストゥスもマルクス・アエミリウス・レピドゥスの死後に最高神祇官に就任し、その神聖な権威を元首政の確立に利用した。
アウグストゥス以後のローマ皇帝もその位を兼ねるのを常としたが、キリスト教が公認されるようになると皇帝は最高神祇官への就任を拒むことが多くなり、その地位を西方教会の総主教（ローマ教皇）に譲るようになった。中世以降、ポンティフェクス・マクシムス (Pontifex Maximus) は西方教会の総主教の呼称の一つとして定着していった。

## 共和政ローマの最高神祇官一覧
- 紀元前509年： ガイウス・パピリウス[10]
- 紀元前449年： クィントゥス・フリウス (ガイウス・フリウス・パキルス・フスス？) [11]
- 紀元前431年： アウルス・コルネリウス (アウルス・コルネリウス・コッスス？) [12]
- 紀元前420年： スプリウス・ミヌキウス[13]
- 紀元前390年： マルクス・フォリウス (マルクス・フォリウス・フラッキナトル？) [14]
- 紀元前332年： プブリウス・コルネリウス・カルッサ[15]
- 紀元前304年： ？・コルネリウス・バルバトゥス[16]
- 紀元前254年： ティベリウス・コルンカニウス (初の平民出身最高神祇官) [17]
- 紀元前243年： ルキウス・カエキリウス・メテッルス (紀元前251年の執政官)[18]
- 紀元前221年： ルキウス・コルネリウス・レントゥルス・カウディヌス[19]
- 紀元前213年： プブリウス・リキニウス・クラッスス・ディウェス[20]
- 紀元前183年： ガイウス・セルウィリウス・ゲミヌス[21]
- 紀元前180年： マルクス・アエミリウス・レピドゥス (紀元前187年の執政官)[22]
- 紀元前150年： プブリウス・コルネリウス・スキピオ・ナシカ・コルクルム[23]
- 紀元前141年： プブリウス・コルネリウス・スキピオ・ナシカ・セラピオ[24]
- 紀元前132年： プブリウス・リキニウス・クラッスス・ディウェス・ムキアヌス[25]
- 紀元前130年： プブリウス・ムキウス・スカエウォラ (紀元前133年の執政官)[26]
- 紀元前115年： ルキウス・カエキリウス・メテッルス・ダルマティクス[27]
- 紀元前103年： グナエウス・ドミティウス・アヘノバルブス (紀元前96年の執政官)[28]
- 紀元前89年： クィントゥス・ムキウス・スカエウォラ (紀元前95年の執政官)[29]
- 紀元前81年： クィントゥス・カエキリウス・メテッルス・ピウス[30]
- 紀元前63年： ガイウス・ユリウス・カエサル[31]
- 紀元前44年： マルクス・アエミリウス・レピドゥス[32]